# Pernille Fischer Christensen
Pernille Fischer Christensen, född 24 december 1969, är en dansk filmregissör och manusförfattare.
Hennes långfilmsdebut En såpa (2006) vann Bodilpriset för bästa danska film. Den vann Silverbjörnen och utsågs till Bästa debutfilm vid Filmfestivalen i Berlin 2006. Vid Filmfestivalen i Berlin 2010 nominerades En Familie (2010) till Guldbjörnen och mottog FIPRESCI-priset.
Hon är äldre syster till skådespelaren Stine Fischer Christensen.

## Filmografi i urval
- 2006 – En såpa
- 2008 – Pojkar och flickor som dansar
- 2010 – En Familie
- 2014 – En sång från hjärtat
- 2018 – Unga Astrid